# Härtsfeldwerke
Härtsfeldwerke ist ein Wohnplatz in der Stadt Neresheim in Baden-Württemberg.

## Lage
Der aus drei Hausnummern (10, 12 und 14) bestehende Wohnplatz Härtsfeldwerke liegt südlich der Kernstadt von Neresheim im Egautal.

## Geschichte
Der Wohnplatz hat seinen Namen von dem 1904 gegründeten Kalkwerk Härtsfeldwerke, welches der erste Industriebetrieb des ländlich geprägten Härtsfelds war. Dort wurde Kalkstein abgebaut, welcher auch scherzhaft als „Härtsfeld-Marmor“ bezeichnet wurde und immer noch wird. Die Härtsfeldwerke waren mit der Härtsfeldbahn an das Bahnnetz angeschlossen und deren größter Kunde.
Im Jahre 1965, nach 61 Jahren, wurde der Betrieb eingestellt und 1978 wurden fast alle Werksanlagen abgerissen. Übrig blieben das heute als Wohnhaus genutzte Verwaltungsgebäude, der heute als Lehrbienenstand genutzte Pferdestall und das heute als Kulturdenkmal eingetragene und als Forstamtswerkstätte dienende Gebäude der ehemaligen Kraftzentrale. Außerdem hinterließ das Kalkwerk einen terrassenförmigen Steinbruch, das heutige Naturschutzgebiet Steinbruchterrassen im Egautal.